# 海部川
海部川（かいふがわ）は、徳島県海部郡海陽町を流れる二級河川。二級水系海部川の本流。環境省の調査で、全国で最も水がきれいな川36本の1つとの認定を受けている。

## 地理
海部川は、高知県境に近い湯桶丸（標高1,372メートル）東面の槙木屋谷（轟山）に源を発して南東に流れ、太平洋に注ぐ流程36kmの川である。海部川上流部の山岳地帯は年間降雨量3,000ミリに達する全国有数の多雨地域（水源の森百選・平成の名水百選・四国のみずべ八十八カ所、とくしま水紀行50選）。
かつては林業で栄えた過疎地を流れる海部川水系は開発などの俗化を免れたため、ダムもなく、川の水で野点をするほどの清冽な流れと、豊かな植生を誇る。天然のヒラテナガエビ、鮎、アメゴ、ウナギなどの水生生物の宝庫であり、山のミネラルがそのまま海へたどり着く、日本では数少ない自然河川である。三間岩の淵や轟の滝（日本の滝百選）などの景勝地や河口のサーフィンポイントは自然を満喫しようとやってくるコアな人々や釣り人でにぎわい、中には海部川に魅せられて移住した人もいる。
上流部は徳島県道148号中部山渓轟公園線、中流から下流は国道193号が並行している。河口部はカイフポイントと呼ばれる日本有数のサーフスポットとして知られ、各地からサーファーたちが集まる。

## 支流
- 母川
- 王余魚谷川

## 流域の自治体
- 徳島県

海部郡海陽町

## 自然景勝地
- 轟の滝（轟神社） - 支流の王餘魚谷川流域

## 徳島・海陽 究極の清流 海部川 風流マラソン
徳島・海陽 究極の清流 海部川風流（ふる）マラソンは海陽町が2009年から2022年まで毎年2月に海部川沿いで開催していた42.195kmのフルマラソンである。まぜのおか - 町海部庁舎 - 海部川上流地域 - 小川樫ノ瀬折り返しで、海部川の風景や自然が楽しめるコースであった。
2022年6月13日、海陽町議会により新型コロナ対策で開催費用がコロナ禍前よりさらに700万円が掛かることと、ボランティアの高齢化による人員確保困難等を理由に終了することを決めた。
県内4つ目の日本陸上競技連盟公認コースであり、海陽町は同ルートで四国駅伝の誘致も計画している。徳島県内ではこのほかにとくしまマラソン（4月、徳島市など）、南阿波サンライン黒潮マラソン（11月、牟岐町）がある。